# Анджей Лавнічак
Анджей Лавнічак (пол. Andrzej Ławniczak, 1954 Гдиня) — польський шеф-кухар, з 2002 року секретар і скарбник Асоціації польських кухарів, співзасновник Поморської кулінарної академії в Гданську, з 2016 року президент Поморської торгово-промислової палати з натуральних та традиційних продуктів харчування. Любитель та пропагандист регіональних кухонь та організатор змагань та кулінарних заходів.

## Біографія
У 1994 році заснував ПГУ «Біллар» (пол. PHU «Billar»), одне з перших підприємств громадського харчування, яке займається громадським харчуванням на Вибжежу. У 2009 році під час ярмарку «Полагра-Продовольство» у фіналі конкурсу «Наша кулінарна спадщина — смаки регіонів» став одним із переможців у категорії «Їжа» та отримав престижну нагороду «Перлина 2009». У 2010 році як творець бурштинового супу отримав звання «мовчазного героя». У 2012 році під час конкурсу «Наша кулінарна спадщина — смаки померанця», який відбувся під час 6-го померанського фестивалю традиційного продукту в Ґданську Оліві, отримав бурштиновий лавр за блюдо «Балтійські шпроти на перинці жулавського соусу». У 2015–2016 роках був віце-президентом Поморської торговельної палати з натуральних і традиційних харчових продуктів, з 2016 року став її президентом. 
Брав участь в Кулінарній Олімпіаді ІКА як член команди «Pomerania-Culinary Team of Poland» (2008 та 2012 роки), «National Culinary Team of Poland» (2016) — срібна медаль та «Culinary Team of Poland» (2020) — бронзова медаль. 
Був шеф-кухарем у штабі воєвудської поліції у Гданську. 